# Alf Arrowsmith
Alfred William „Alf“ Arrowsmith (* 11. Dezember 1942 in Manchester; † 12. Mai 2005 in Tameside) war ein englischer Fußballspieler. Als Mittelstürmer war er beim FC Liverpool mit 15 Toren maßgeblich für den Gewinn der englischen Meisterschaft 1964 mitverantwortlich. Noch im selben Jahr verletzte er sich jedoch schwer am Knie und konnte fortan nicht sein vormaliges Leistungsvermögen abrufen.

## Sportlicher Werdegang
Arrowsmith war ein Stürmer mit ausgeprägten Qualitäten als Torjäger. Als er im August 1960 zum FC Liverpool kam, hatte er kurz zuvor in der Saison 1959/60 von sich reden gemacht, da er 96 Tore für seinen Verein Tintwistle Villa geschossen hatte. Danach war er noch vier Monate bei Ashton United, wo er weitere neun Treffer in sieben Partien besorgt hatte. Während dieser Zeit traf er auf Bill Jones, der als Ex-Spieler von Liverpool nun für den Verein scoutete und Arrowsmith empfahl. Neben Liverpool zeigte sich auch Sheffield Wednesday interessiert und obwohl Liverpool damals im Gegensatz zu Sheffield nur in der zweiten Liga spielte, wurde man sich nach einem Treffen mit Liverpools Trainer Bill Shankly einig. Die „Reds“ zahlten eine Ablösesumme von 1.500 Pfund an Ashton United.
Unter Shanklys Führung wurde Arrowsmith zunächst behutsam in der Reservemannschaft aufgebaut, wo er weiterhin beeindruckte und zwischen 1961 und 1963 nicht weniger als 81 Tore machte. Zu seinem Ligadebüt in der ersten Mannschaft kam er am 7. Oktober 1961 gegen den FC Middlesbrough. Dabei vertrat er den für die schottische Nationalmannschaft aktiven Ian St. John und die Partie, in der Arrowsmith zwei Treffer wegen einer Abseitsstellung verweigert wurden, ging mit 0:2 verloren. Es war die erste Niederlage in einer Spielzeit, die Liverpool die Rückkehr in die englische Eliteklasse ermöglichte. Der sportliche Durchbruch folgte für Arrowsmith in der Saison 1963/64, als er zum Gewinn der englischen Meisterschaft 15 Tore in 20 Einsätzen beisteuerte – zusammen gelangen dem Trio Ian St. John, Roger Hunt und Alf Arrowsmith 67 Treffer (von insgesamt 92). Dazu schoss er bei seinem Debüt im FA Cup vier Tore zum 5:0-Sieg gegen Derby County. Dem plötzlichen Aufstieg folgte bald die Ernüchterung, denn in der 1964er Charity-Shield-Partie verletzte er sich derart schwer am linken Knie, dass er zum einen ausgetauscht werden musste und er darüber hinaus später eine 18-monatige Pause einlegen musste. Dabei war ihm zunächst bescheinigt worden, dass er keinen Bruch davon getragen habe, aber nach einigen Wochen verspürte bei einem Freitagstraining einen großen Schmerz im Knie und die folgende Diagnose ergab einen Kreuzbandriss. Arrowsmith kam in den drei Jahren nach dem Gewinn der Meisterschaft nur noch auf 20 Ligaeinsätze und es war offensichtlich, dass er zwar weiterhin schussstark war, aber mit den kurzen Sprints und Drehungen große Probleme hatte. Als Liverpool in der Saison 1965/66 ein weiteres Mal die Meisterschaft gewann, genügten Arrowsmiths fünf Einsätze nicht für den offiziellen Erhalt einer Medaille.
Im Dezember 1968 wechselte Arrowsmith zum Zweitligisten AFC Wrexham. Diesen Schritt, den er auch seiner Frau zuliebe aufgrund ihres Familienhintergrunds machte, bereute er später sportlich sehr, denn gleich im ersten Jahr stieg er in die Drittklassigkeit ab und zu seiner Leistung fand er selten. Glücklicher wurde er später beim Third-Division-Konkurrenten AFC Rochdale, wo er zu Beginn der 1970er-Jahre seine Karriere genauso ausklingen ließ, wie später in der Northern Premier League bei Macclesfield Town.
Am 12. Mai 2005 verstarb Arrowsmith nach kurzer Erkrankungszeit.

## Titel/Auszeichnungen
- Englische Meisterschaft (1): 1964
- Charity Shield (1): 1964 (geteilt)